# Itome

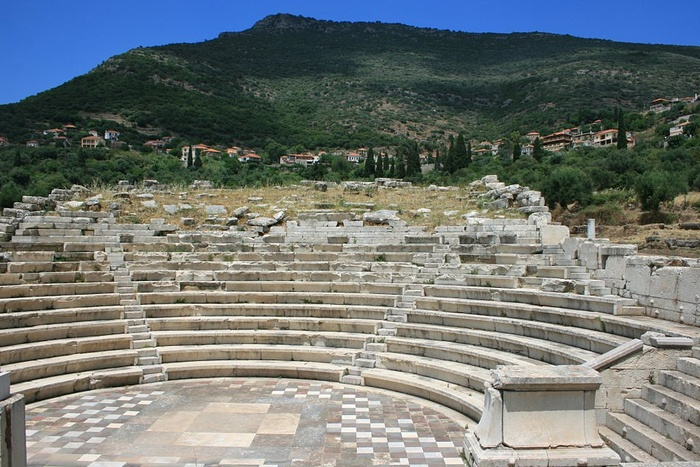
Mesenia: Ruinas antiguas, la localidad de Mavromati y el monte Itome.

Itome (en idioma griego Ἰθώμη, Ithốmê) fue una antigua ciudad y fortaleza de Mesenia, en el Peloponeso, en la antigua Grecia. Fue conquistada por los espartanos y sus habitantes, los ilotas, fueron esclavizados. Más tarde los hilotas se rebelaron, resistieron en la antigua ciudad destruida y finalmente consiguieron liberarse del yugo espartano con la condición de abandonar el Peloponeso.
Estaba situada sobre el monte homónimo, de una altura de 805 m. La montaña estaba consagrada a Zeus Itometa, con un altar en su cima.
Itome cumplió una función importante en la primera guerra mesenia (finales del siglo VII a. C.), librada entre Esparta y los mesenios. La fortaleza constituyó la última defensa de estos últimos y no se rindió sino después de un asedio histórico. Tan pronto como fue tomada por los espartanos, la fortaleza fue arrasada. Más adelante, el Itome jugó un importante papel simbólico en la historia de los hilotas mesenios. Así, cuando se rebelaron en 464 a. C., los hilotas se refugiaron en el Itome, donde resistieron durante 10 años.
En el trascurso del siglo IV a. C. el general tebano Epaminondas liberó Mesenia del yugo espartano y la proclamó independiente. La ciudad de Mesene fue fundada en el monte Itome y la fortaleza pasó a ser la acrópolis.

## La rebelión del monte Itome
Sin duda fue un desastre natural, un seísmo de gran intensidad que sacudió Laconia en 464 a. C., el causante de las mayores penalidades para Esparta.

En primer lugar el terremoto dejó sentir sus efectos destructivos sobre el centro urbano, si bien Plutarco indudablemente exagera al decir que solo cinco casas quedaron en pie. Las pérdidas humanas debieron ser elevadas. Diodoro Sículo habla de más de 20 000 lacedemonios muertos, cifra por otra parte redonda y sospechosa, desde el momento en que un gimnasio se derrumbó cuando muchos jóvenes practicaban ejercicios y por su grave incidencia sobre la endémica oligantropía espartana (homoioi). Lógicamente la capacidad lacedemonia se resintió, como atestiguaría el que Esparta no pudiera cumplir la promesa hecha a los tasios en 465 a. C. de apoyar con una invasión del Ática su rebelión contra los atenienses.
Con todo, la peor consecuencia del terremoto habría de ser la sublevación de ilotas que le siguió, fundamentalmente de ilotas mesenios, a la que se sumó, por primera y única vez que se sepa, una minoría de ilotas laconios y dos comunidades periecas, Turia y Etea.
Diodoro y Plutarco conciben la rebelión como una operación militar, casi una guerra de liberación, conducida por ilotas y mesenios (esta distinción estriba en que Éforo, la fuente de ambos, escribe después de 369 a. C., año en que Mesenia fue refundada por Epaminondas y, por tanto, era humillante presentarlos como esclavos huidos contra los espartanos), a los que sólo salvó de la masacre la decisión y las dotes de mando del rey espartano Arquidamo II en medio de la confusión y el desastre.
Por el contrario, del relato de Tucídides se desprende que más bien se trató de una deserción en masa, de una secesión hacia un lugar fortificado, Itome, idea ésta coherente con el hecho de que los griegos nunca pensaron que los esclavos pudieran subvertir la sociedad en la que vivían y que su única salida consistía en escapar.
Tucídides precisa que esta revuelta, cuyas proporciones la hicieron merecer el nombre de tercera guerra mesenia, duró diez años, un período a priori considerable que, de aceptarse, supone modificar el riguroso orden cronológico que caracteriza la narración tucidídea. El historiador ático, que había situado el comienzo del levantamiento hacia 464 a. C., sitúa su final en una secuencia de acontecimientos que pertenece a 460 a. C. Se ha propuesto enmendar los manuscritos transmitidos y corregir los diez años por cuatro, cinco o seis, de forma que la revuelta acabaría entre 460 y 458 a. C., o bien adelantar su estallido a 469-468 a. C., fecha ésta suministrada en principio por Diodoro, quien, sin embargo, afirma que la sublevación concluyó en 460-455 a. C. A este respecto, el llamado Viejo Oligarca —autor anónimo de una Constitución de los atenienses encontrada entre los escritos de Jenofonte— asegura que Esparta comenzó la guerra contra los atenienses, esto es, la primera guerra del Peloponeso, después de aplastar la revuelta ilota. Como tantos otros acontecimientos de la Pentecontecia, datar con exactitud el levantamiento parece hoy por hoy un problema insoluble.
Otro testimonio controvertido es el de Heródoto, que recoge la muerte de Aimnesto —el hombre que había matado a Mardonio— y de 300 espartanos más en la llanura de Esteníclaros, cuando luchaban contra todos los mesenios, algún tiempo después de la segunda guerra médica.
Tradicionalmente, este cruento episodio se enmarca en el contexto de la gran revuelta ilota, en cuyo caso daría fe de la dureza de los combates y de los problemas espartanos previos al cerco de los ilotas en su reducto sacro del monte Itome, pero la ambigüedad cronológica del pasaje no permite la certidumbre. De hecho, como parte de los argumentos para pensar que Esparta no sometió por completo Mesenia hasta bien entrado el siglo V a. C. es que el enfrentamiento fue inmediatamente después de 479 a. C. y el elevado número de bajas espartanas habría que buscarlo no en una guerra de guerrillas, como cabría esperar en una revuelta, sino en un combate hoplítico contra los mesenios como pueblo soberano, como Estado con estructuras sociales y políticas aún vigentes. De cualquier modo, lo que queda fuera de cuestión es que la sublevación ilota a la que dio pie el seísmo de 464 a. C. puso en jaque durante varios años los fundamentos políticos, sociales y económicos de Esparta.
Después de diversos combates en Mesenia, los ilotas rebeldes se agruparon e hicieron fuertes en el monte Itome, una auténtica fortaleza natural al oeste del río Pamiso, por lo que los espartanos, presumiblemente en virtud de una cláusula de la liga helénica que comprometía a sus miembros a reprimir la peculiar doluleía lacedemonia, decidieron recabar la ayuda de diversos pueblos, entre ellos la de los atenienses, probados especialistas en asedios.
Cimón canalizó la cooperación ateniense, materializada en 4000 hoplitas que participaron durante un tiempo en el sitio de Itome, pero a medida que éste se prolongaba sin efectos aparentes y como los atenienses no parecieran demostrar demasiado entusiasmo en su cometido, la presencia continuada en Mesenia de unos hombres de espíritu emprendedor y revolucionario, baluartes de unas ideas democráticas en las que quizá entraba el cuestionar la reducción a la esclavitud del pueblo mesenio, despertaron el temor de los espartanos a una potencial conspiración entre ambos. Así que en 462 a. C. los espartanos despidieron a los atenienses, únicamente a ellos de entre todos los aliados, con la excusa de que su concurso ya no era necesario, incurriendo con ello en un agravio que se conoce como «el insulto de Itome».
El repudio de los hoplitas atenienses fue una ofensa pública al Estado y al pueblo de Atenas, aunque al orgullo herido había que sumar los costes económicos de la expedición y los atenienses muertos y heridos durante el asedio. No es de extrañar que la implicación personal de Cimón en la campaña acarrease su ostracismo por un periodo de diez años.
En cuanto a los supervivientes mesenios de Itome, los espartanos pactaron con ellos su salida del Peloponeso, obedeciendo un oráculo délfico que aconsejaba dejar marchar a los suplicantes de Zeus Itometa, un rasgo de magnanimidad que quizá esconda el fracaso espartano en aplastar por completo la revuelta.
En 456-455 a. C. el estratego ateniense Tólmides asentará a estos mesenios en el estratégico enclave de Naupacto, en la vertiente norte del golfo de Corinto, aprovechando una stasis o conflicto civil que había estallado entre los naupactios y los locros ozolas.
El preciso lenguaje de Tucídides, quien en adelante se referirá a estos ilotas fugitivos como «mesenios», denota que, a los ojos de los atenienses, éstos son los representantes del legítimo Estado mesenio ocupado por un agresor y, como tales, sellarán con ellos un tratado de alianza formal, igual que con cualquier otro Estado reconocido. En cambio, en el contexto sociopolítico lacedemonio, el historiador ateniense sigue empleando el término «ilotas» en cuanto que, aun siendo de origen mesenio, son esclavos de sus dueños espartiatas.